# イオンスタイル戸塚
イオンスタイル戸塚（イオンスタイルとつか）は、神奈川県横浜市戸塚区吉田町にあるイオンリテール株式会社が運営している大型商業施設（ショッピングセンター）である。ダイエー時代の店番号は0238。ネットスーパー取扱店舗。

## 概要
戸塚駅から離れた国道1号の沿線に存在する。開業当初、ダイエーが開業させた東日本地区最大の本格的なショッピングセンターであった。

### ダイエー戸塚店→イオン戸塚店時代
建物は地下1階・地上3階建てで、2階 - 地下1階にかけて、巨大なスロープが設けられていた。
ダイエーが首都圏へ乗り込む作戦の一つ首都圏レインボー作戦の一環で戸塚ショッパーズプラザ（ダイエー戸塚店）オープン。長らく戸塚ショッパーズプラザが名称だったが、現在は左記の名称は公式には使われずダイエー戸塚店の名称を表向きは前面に出している（ただし、横浜市戸塚区への届出上のSC名称では戸塚ショッパーズプラザとなっている）。
開業については、開業から11日前の1972年3月22日に横浜西口店（横浜ショッパーズプラザ）の開業と共に発表された。開業当初の売上げ見込みは約4億円。
1982年度上期において戸塚店を含む既存店の売上が前年よりも下回ってしまった為、同年10月下旬に専門店を大幅に取り入れる等の改装工事を行った。なお、この既存店の売上げが前年よりも下回ったケースはダイエーにとって初めてのケースである。
1983年6月には戸塚駅前にユニー戸塚店（サンテラス戸塚、現:アピタ戸塚店）が開業するのを前に、駅より離れた戸塚店は対策を迫られることとなり、二度に渡る増床工事を行って、売場面積を12000m2までに拡張した。
1984年7月14日にはダイエーが松竹系の野外映画会社「松竹シネファイジャパン」とフランチャイジー契約を結んだため、広い駐車場を活かしてダイエーで1号店となるドライブインシアターを当店でオープンさせたが現在は廃止されている。
神奈中バスや江ノ電バスが乗り入れるバスターミナル（戸塚ダイエー前）を設置していたが、現在は廃止されている為、最寄のバス停はブリヂストン前となる。
1994年には当店の一部敷地にリクルートコスモスと共同でマンションの開発に乗り出し、イチケンが建設を担当した。
2016年3月1日より運営が株式会社ダイエーからイオンリテール株式会社に承継された。同年3月3日までダイエーで営業し、改装休業を経て同年3月6日よりイオン戸塚店となった。
建て替えのため、2018年1月31日を以て一時休業することになった。

### イオンスタイル戸塚時代
2020年1月30日に、イオンスタイル戸塚として同年3月13日に再開業することが発表され、予定通り同年3月13日にリニューアルオープンした。
新たな店舗は2階建てで、建て替え前より規模は縮小。品揃えも食品や日用消耗品などに特化しており、総菜売り場は旧店舗の2倍に拡大している。

## フロア構造
現店舗（イオンスタイル）
| 階  | フロア概要                         |
| --- | ---------------------------------- |
| 2階 | 化粧品、日用消耗品、専門店のフロア |
| 1階 | 食料品のフロア                     |

旧店舗（イオン・ダイエー）時代
| 階      | フロア概要                                     |
| ------- | ---------------------------------------------- |
| 3階     | 文具、おもちゃ、専門店のフロア                 |
| 2階     | レディス・メンズ、住まいの品、専門店のフロア   |
| 1階     | 食料品、酒、専門店、立体駐車場連絡通路のフロア |
| 地下1階 | 駐車場・専門店のフロア                         |

## テナント
出店全店舗一覧は公式サイト「フロアガイド」を参照。

## アクセス

### 鉄道
- JR東海道線、JR横須賀線（及び湘南新宿ライン）、横浜市営地下鉄ブルーライン 戸塚駅から徒歩15分

### バス
- 神奈川中央交通（東口から出る全ての系統が経由する）ブリヂストン前から徒歩3分。